# 서지원
서지원(본명: 박병철, 1976년 2월 19일 ~ 1996년 1월 1일)은 재미교포 1.5세 출신 대한민국의 가수였다.

## 학력
- 서울용산초등학교
- Cahuenga Elementary School(코헹가 초등학교),
- John Burroughs Middle School(존버로스 중학교)
- Downey High School(다우니 고등학교)

## 생애

### 데뷔 전
1976년 2월 19일, 서울특별시 용산구에서 2남 중 장남으로 태어났다. 유치원 재학 당시 유학을 하신 아버지를 따라 가족이 독일로 건너가 1년 반 정도 생활하다가 미국으로 이주하여 생활했다.이후 한국어를 배우기 위해 한국으로 돌아와 서울용산초등학교에 입학하여 5학년까지 마치고 다시 미국 LA로 완전히 이주했다.
이후 Cahuenga Elementary School(코헹가 초등학교), John Burroughs Middle School((존 버로우스 중학교), Downey High School(다우니 고등학교)를 졸업했다.
초등학교 때 피아노를 시작하여 10년간 클래식 피아노를 배우고, 중학교 교내 오케스트라에서 첼로를 배우며 음악적인 감각을 키웠다. 1986년부터 미국 LA로 이주하기 전까지 KBS 어린이 합창단에서 소프라노 파트로 활동했으며. 미국으로 완전히 이주한 후에는 Angels 합창단에서 활동하며 가수의 꿈을 키웠다. 1990년부터 Bean X Model Agency에 소속되어 'Milo Print' CF 모델과 의류 브랜드 GAP(갭), ESPRIT(에스프리), Levi's(리바이스) 등의 모델로 활동했다.
고등학교에 재학 중이던 1993년, 미국 LA에서 미주 중앙일보, 미주 한인 방송국, 한국 음반사가 주최한 공개 오디션에서 1,000:1의 경쟁률을 뚫고 합격해 고교 졸업 직후인 1993년 12월, 가족의 품을 떠나 홀로 한국으로 귀국했다.

### 데뷔 후
이후 옴니뮤직에 발탁, 작곡가 안진우에게 4개월 간 노래 지도를 받고 3개월 간 녹음을 마친 뒤, 1994년 10월 1집 앨범 《Seo Ji Won》을 발표, 같은 해 12월 SBS 프로그램 <당신이 특종>으로 방송에 데뷔했다. 방송 데뷔 3개월 만에 SBS 예능 프로그램 <점프 챔프>에서는 메인 MC를 맡았고 프로그램 내 미니 드라마 '남녀공학'과 '라이벌'에서 남자 주인공으로 연기도 선보였다.
1995년 늦가을에 나온다던 2집 앨범은 서지원의 건강 문제로 한 번, 음반 심의 기간이 길어져 또 한 번 늦어지게 되었고, 결국 2집 앨범 발표는 해를 넘겨 1996년 1월 중순으로 미뤄지게 되었다.
그러나 1996년 1월 1일, 2집 앨범 발표를 목전에 두고 그가 돌연 세상을 떠나면서 2집 앨범은 유작으로 남게 되었다. 정재형이 작곡한 2집 앨범 타이틀곡인 <내 눈물 모아>는 KBS <가요톱10>, MBC <인기가요 베스트 50>SBS <TV가요 20> 등 방송 3사 가요 프로그램에서 1위를 차지하며 데뷔 첫 1위를 하게 되었다. 하지만 정작 1위의 주인공으로 피날레 무대를 장식해야 할 서지원은 안타깝게도 세상을 떠나 무대에 설 수 없었기에 그의 공연은 뮤직 비디오로 대체되었으며, MBC <인기가요 베스트 50>에서 1위를 했을 때에는 그의 어머니와 동료가 대리 수상, KBS <가요톱10>에서 1위를 했을 때에는 정재형이 속해 있는 그룹 베이시스가 대신 공연에 오르기도 했다.

한편, 본인(서지원)이 돌연 세상을 떠나는 바람에 본인이 부를 뻔한 <어떤 약속>은 김수근 1집 타이틀곡에 수록됐다.

## 사망
1996년 1월 1일 오후 6시 30분, 서울 동작구 대방동 자택에서 자살을 시도 한 뒤 침대 위에서 경련을 일으키고 있는 것을 후배가 발견, 병원으로 옮겼으나 결국 숨졌다. 소속사 대표는 국립과학수사연구소에서 부검한 결과 신경 안정제로 보이는 300여 개의 알약이 검출되었으며 유언장은 부모의 필적 확인 결과 서지원의 자필임이 확인되었다고 발표하였다. 장례식은 1996년 1월 5일 오전 9시 중앙대학교 용산병원에서 교회식으로 치러졌으며 SBS,KBS,MBC 등 방송국 앞에서 노제를 지낸 뒤 경기도 고양시 대자동 서울시립승화원으로 옮겨져 화장되었고, 벽제 납골당에 안치되어 있다가 2년 뒤(1998년), 지리산 꼭대기 노고단 부근에 유해가 뿌려졌다.

## 앨범
1994년 데뷔 이후 현재까지 총 3장의 정규 음반과 컴필레이션 음반 1장을 발매하였다.
| 종류       | 연도 | 음반명          | 정보                                                     | 비고 |
| ---------- | ---- | --------------- | -------------------------------------------------------- | ---- |
| 정규 음반  | 1994 | Seo Ji Won      | • 발매일: 1994.10.10 • 레이블: 옴니뮤직 • 포맷: CD, MC   |      |
| 정규 음반  | 1996 | Tears           | • 발매일: 1996.01.22 • 레이블: 옴니뮤직 • 포맷: CD, MC   |      |
| 정규 음반  | 1996 | Made in Heaven  | • 발매일: 1996.12.01 • 레이블: 킹레코드 • 포맷: CD, MC   |      |
| 컴필레이션 | 1998 | Seo Ji Won Best | • 발매일: 1998.11.27 • 레이블: 웅진미디어 • 포맷: CD, MC |      |

## 수상

### 가요 프로그램 1위
| 연도           | 수상 내역(총 7회) |
| -------------- | --- |
| 1996년(총 7회) | - 내 눈물 모아(총 7회) - 3월 30일 MBC 《인기가요 베스트 50》 1위 - 4월 6일 MBC 《인기가요 베스트 50》 1위 - 4월 7일 SBS 《TV 가요 20》 1위 - 4월 13일 MBC 《인기가요 베스트 50》 1위 (3주 연속) - 4월 14일 SBS 《TV 가요 20》 1위 - 4월 21일 SBS 《TV 가요 20》 1위 (3주 연속) - 5월 8일 KBS2 《가요 톱 텐》 1위 |

## 뮤직비디오
| 년도 | 제목                | 음반            | 감독   | 비고 |
| ---- | ------------------- | --------------- | ------ | ---- |
| 1994 | 또 다른 시작        | Seo Ji Won      |        |      |
| 1996 | 내 눈물 모아        | Tears           | 홍종호 |      |
| 1996 | I MISS YOU          | Tears           | 홍종호 |      |
| 1996 | 그때가 좋았어       | Made in Heaven  | 홍종호 |      |
| 1998 | 이별만은 아름답도록 | Seo Ji Won Best |        |      |

## 출연 및 진행

### 출연
| 방송사   | 제목                                 | 내용        | 연도       |
| -------- | ------------------------------------ | ----------- | ---------- |
| SBS      | 좋은 친구들                          | 게스트 출연 | 1995, 1996 |
| SBS      | 기쁜 우리 토요일                     | 게스트 출연 | 1995       |
| SBS      | 맞수 TV 최강전                       | 게스트 출연 | 1995       |
| SBS      | 달려라 코바                          | 게스트 출연 | 1995       |
| SBS      | 전파 왕국                            | 게스트 출연 | 1995       |
| SBS      | 새내기 출동Q                         | 게스트 출연 | 1995       |
| KBS      | 유쾌한 오락실                        | 게스트 출연 | 1995       |
| KBS      | 슈퍼선데이                           | 게스트 출연 | 1995       |
| KBS      | 퍼즐 특급 열차                       | 게스트 출연 | 1995       |
| KBS      | 생방송 게임 천국                     | 게스트 출연 | 1995       |
| KBS      | 가족 오락관                          | 게스트 출연 | 1995       |
| KBS      | 퀴즈 탐험 신비의 세계                | 게스트 출연 | 1995       |
| MBC      | 토요일 토요일은 즐거워               | 게스트 출연 | 1995       |
| MBC      | 일요일 일요일 밤에                   | 게스트 출연 | 1995       |
| MBC      | 유쾌한 오락회                        | 게스트 출연 | 1995       |
| MBC      | 스타 예감                            | 게스트 출연 | 1995       |
| MBC      | 콤비콤비                             | 게스트 출연 | 1995       |
| MBC      | 도전 추리 특급                       | 게스트 출연 | 1995       |
| MBC      | 젊음의 다섯 마당                     | 게스트 출연 | 1995       |
| MBC      | 코미디 채널600                       | 게스트 출연 | 1995       |
| 어린이TV | 도전 게임 챔프                       | 게스트 출연 | 1995       |
| 어린이TV | 푸른음악회                           | 게스트 출연 | 1995       |
| KMTV     | 음악여행                             | 게스트 출연 | 1995       |
| HBS      | 뮤직19                               | 게스트 출연 | 1995       |
| EBS      | 「아름다운 세상 커다란 꿈」 공개방송 | 게스트 출연 | 1995       |
| 불교방송 | <백팔가요> 공개방송                  | 게스트 출연 | 1995       |

### 진행
| 방송사 | 제목                 | 내용                   | 연도 |
| ------ | -------------------- | ---------------------- | ---- |
| SBS    | 순간포착 당신이 특종 | 보조 MC                | 1995 |
| SBS    | 점프챔프             | 공동 MC                | 1995 |
| KBS    | 출발 토요 대행진     | 공동 MC                | 1995 |
| KBS    | 토요일 7시가 좋다    | 하이라이트맨 코너 진행 | 1995 |

### 라디오
| 방송사     | 제목                       | 내용                    | 연도 |
| ---------- | -------------------------- | ----------------------- | ---- |
| KBS 제2FM  | 가위바위보                 |                         | 1995 |
| KBS 해피FM | 이본의 볼륨을 높여요       | 길보드 빌보드 코너 진행 | 1995 |
| KBS 해피FM | 유영석의 FM인기가요        |                         | 1995 |
| MBC FM4U   | 박소현의 FM데이트          |                         | 1995 |
| MBC FM4U   | 김현철의 디스크쇼          |                         | 1995 |
| MBC 표준FM | 이문세의 별이 빛나는 밤에  |                         | 1995 |
| SBS 러브FM | 윤종신의 기쁜 우리 젊은 날 | 아메리카 통신 코너 진행 | 1995 |